# 墨水瓶

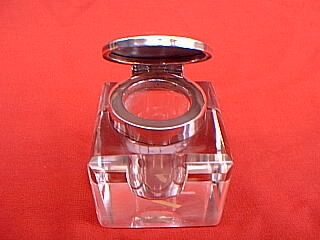
一个以银和玻璃製成的英国墨水瓶， 其标志日期為1910年

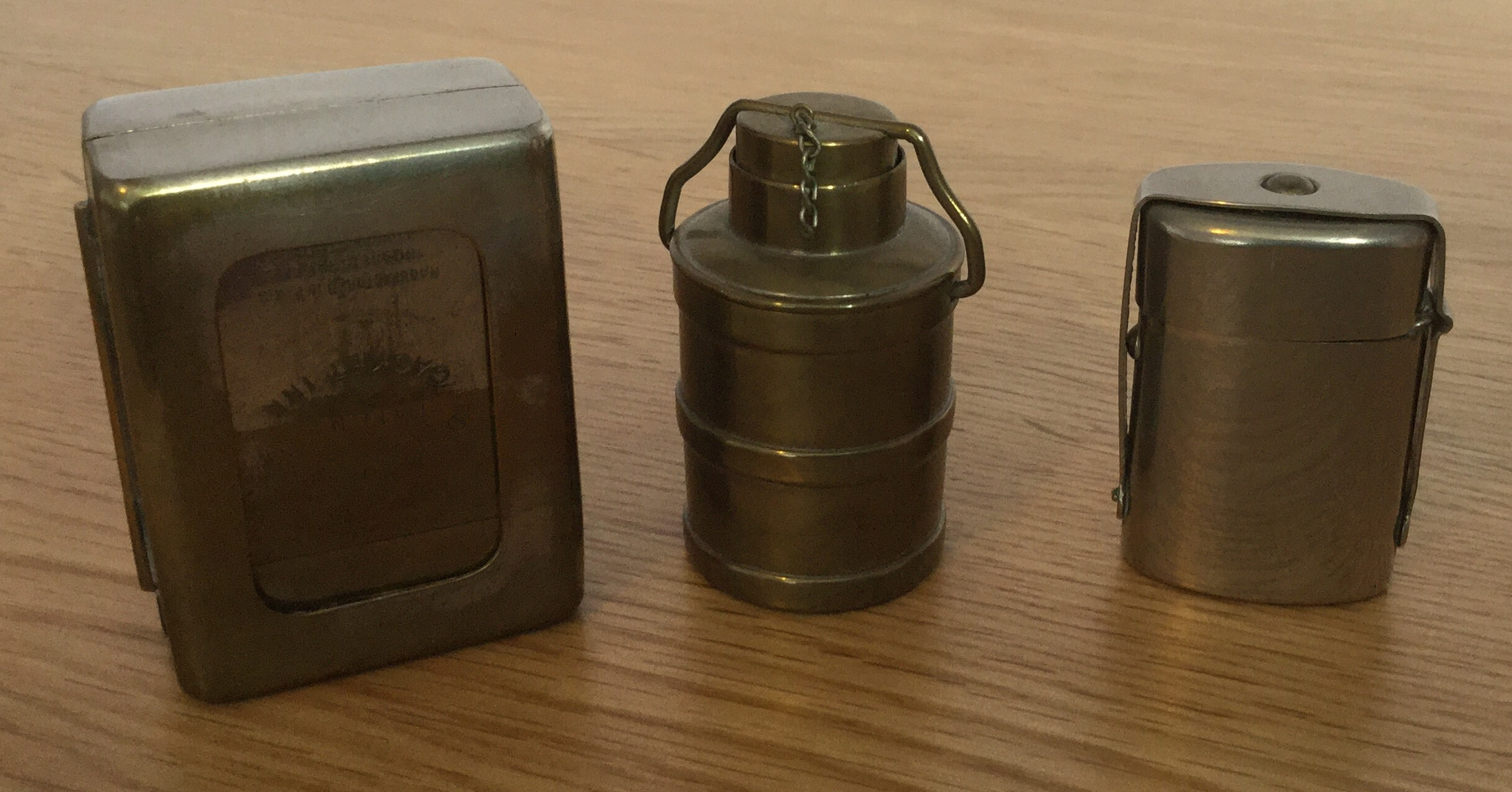
19世紀的旅行墨水瓶

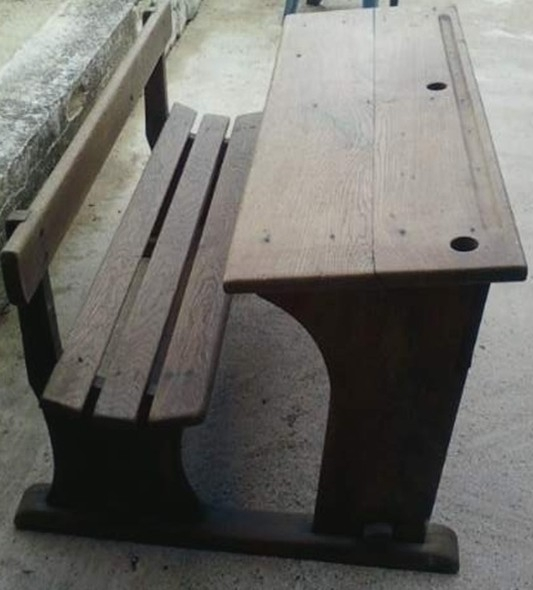
1900前後法国学校的书桌；孔洞用于讓学生的墨水瓶可以被看見

墨水瓶是一種小罐或容器，通常以玻璃、瓷、银、黄铜或铅锡合金為原料製作而成，用于方便書寫者維持油墨在一个地方。 其用途為提供畫筆、鵝毛筆或沾水筆浸入，亦可用之填充鋼筆。其瓶上通常有盖，以防止污染、蒸发、意外溢出及过度暴露于空气中。 有一種旅行墨水瓶装有安全螺旋盖，这样旅行者可以随身携带油墨供应源在其行李中，且没有泄漏墨水的風险。
墨水瓶在20世纪初期逐渐不再被使用， 因为蓄水鋼筆(只需偶尔填充)替换了需要在書寫數行後蘸墨的沾水筆。 被稱為墨水池的孔洞是早期歐式学校的书桌的一个共同特征，且其可能有一個存放學生的墨水之小型容器。

## 參看
- 書法